# 雙子座79
雙子座79，又名BD+20 1893，HD 62510、SAO 79665、HR 2991，是雙子座的一颗恒星，视星等为6.33，位于銀經199.99，銀緯20.62，其B1900.0坐标为赤經7h 39m 17.1s，赤緯+20° 20.62′ 22″。